# Nehemitropia milu
Nehemitropia milu Likovský, 1977 è un coleottero appartenente alla famiglia Staphylinidae.

## Distribuzione
La specie è stata reperita in Corea del Sud, in Cina (Gansu, Guizhou e Yunnan) e in Giappone. 
Di seguito alcuni esemplari esaminati:
1. tre esemplari dalla località di Dowon-ri, Cheongcheon-myeon, Goesan-gun, nella provincia sudcoreana del Chungcheong Settentrionale nel settembre 1984.
2. tre esemplari nella vegetazione in decomposizione, dalla località di Maesan-ri, Sinpyeong-myeon, Dangjin-gun, nella provincia sudcoreana del Chungcheong Meridionale nel giugno 2006.
3. due esemplari dalla località di Dongmyeong-myeon, Chilgok-gun, nella provincia sudcoreana del Gyeongsang Settentrionale nel giugno 1987[1].

## Caratteristiche
In questa specie la linea mediana della pubescenza pronotale è diretta posteriormente, carattere che la distingue dalla N. lividipennis Mannerheim, 1830, anche presente in Cina, Corea e Giappone.

## Tassonomia
Al 2021 non sono note sottospecie e dal 2017 non sono stati esaminati nuovi esemplari.